# Christelle Ndiang
Christelle Aurore Ndiang est une boxeuse camerounaise née le 17 novembre 1988.

## Carrière
Aux championnats d'Afrique féminins de Yaoundé en 2010, elle remporte la médaille d'argent dans la catégorie des moins de 57 kg.
Elle est médaillée de bronze dans la catégorie des moins de 60 kg aux championnats d'Afrique de Yaoundé en 2014.
Elle est médaillée d'or dans cette même catégorie aux championnats d'Afrique de Brazzaville en 2017.